# Mali sokol
Sokolič, mali sokol ali merlin (znanstveno ime Falco columbarius) je ujeda iz družine sokolov.

## Opis
Ta majhna ujeda je najmanjši sokol, ki živi na področju Evrope in malce spominja na postovko le, da je od nje malce bolj čokat, ima krajši rep in krajše peruti. Samica je, kot je to pogosto pri ujedah, večja od samca in se od njega razlikuje tudi po barvi perja. Samice so rjavo grahaste po celem telesu, s tem, da po spodnji strani prevladuje svetla, po zgornji strani pa rjava barva. Samci so po hrbtu sive barve, konice peruti in rep pa so črni. Po spodnji strani telesa so rjasto rdeče barve, kar je še posebej opazno na nogah. Glava je rjava, vrat pa svetlih odtenkov.

## Razširjenost
Sokolič je razširjen v Severni Ameriki, Evropi in Aziji. Živi v odprti krajini, na barjih ter gozdnih obronkih, predvsem iglastih gozdov.
Glavna hrana te ptice so manjše ptice do velikosti goloba (po katerem je dobil latinsko ime, columbus namreč po latinsko pomeni golob) in žuželke, ki jih lovi v zraku. Pri lovu se zanaša na svojo hitrost in okretnost ter napada nizko nad tlemi in tako preseneti svoj plen. Ob pomanjkanju hrane lovi tudi majhne glodavce.
Gnezdi maja in junija v gnezdih na drevesih, na tleh ali v skalovju.